# Apolysis minutissima
Apolysis minutissima är en tvåvingeart som beskrevs av Axel Leonard Melander 1946. Apolysis minutissima ingår i släktet Apolysis och familjen svävflugor.
Artens utbredningsområde är Kalifornien. Inga underarter finns listade i Catalogue of Life.